# Церово (Бијело Поље)
Церово је насеље у општини Бијело Поље у Црној Гори. Према попису из 2003. било је 261 становника (према попису из 1991. било је 306 становника).

## Демографија
У насељу Церово живи 190 пунолетних становника, а просечна старост становништва износи 35,3 година (33,7 код мушкараца и 37,2 код жена). У насељу има 71 домаћинство, а просечан број чланова по домаћинству је 3,65.
Ово насеље је углавном насељено Србима (према попису из 2003. године).
|  |

| Демографија | Демографија | Демографија |
| Година      | Становника  | Становника  |
| ----------- | ----------- | ----------- |
|             |             |             |
|             |             |             |
|             |             |             |
|             |             |             |
| 1948.       | 274         |             |
| 1953.       | 281         |             |
| 1961.       | 280         |             |
| 1971.       | 329         |             |
| 1981.       | 287         |             |
| 1991.       | 306         | 303         |
| 2003.       | 263         | 261         |
|             |             |             |

| Етнички састав према попису из 2003.‍ | Етнички састав према попису из 2003.‍ | Етнички састав према попису из 2003.‍ | Етнички састав према попису из 2003.‍ | Етнички састав према попису из 2003.‍ |
| ------------------------------------ | ------------------------------------ | ------------------------------------ | ------------------------------------ | ------------------------------------ |
|                                      |                                      |                                      |                                      |                                      |
| Срби                                 | Срби                                 |                                      | 183                                  | 70,11%                               |
| Црногорци                            | Црногорци                            |                                      | 72                                   | 27,58%                               |
| Хрвати                               | Хрвати                               |                                      | 1                                    | 0,38%                                |
| непознато                            | непознато                            |                                      | 2                                    | 0,76%                                |

| Година пописа     | 1948. | 1953. | 1961. | 1971. | 1981. | 1991. | 2003. |
| ----------------- | ----- | ----- | ----- | ----- | ----- | ----- | ----- |
| Број домаћинстава | 56    | 58    | 59    | 64    | 56    | 74    | 71    |

| Број чланова      | 1  | 2  | 3  | 4 | 5  | 6  | 7 | 8 | 9 | 10 и више | Просек |
| ----------------- | -- | -- | -- | - | -- | -- | - | - | - | --------- | ------ |
| Број домаћинстава | 71 | 17 | 12 | 5 | 11 | 10 | 8 | 5 | 1 | 2         | 0      |

| Пол    | Укупно | Неожењен/Неудата | Ожењен/Удата | Удовац/Удовица | Разведен/Разведена | Непознато |
| ------ | ------ | ---------------- | ------------ | -------------- | ------------------ | --------- |
| Мушки  | 109    | 44               | 52           | 3              | 2                  | 8         |
| Женски | 95     | 18               | 54           | 19             | 1                  | 3         |
| УКУПНО | 204    | 62               | 106          | 22             | 3                  | 11        |

| Пол    | Укупно                    | Пољопривреда, лов и шумарство | Рибарство                            | Вађење руде и камена | Прерађивачка индустрија       |
| ------ | ------------------------- | ----------------------------- | ------------------------------------ | -------------------- | ----------------------------- |
| Мушки  | 46                        | 21                            | 0                                    | 0                    | 5                             |
| Женски | 6                         | 0                             | 0                                    | 0                    | 2                             |
| УКУПНО | 52                        | 21                            | 0                                    | 0                    | 7                             |
| Пол    | Производња и снабдевање   | Грађевинарство                | Трговина                             | Хотели и ресторани   | Саобраћај, складиштење и везе |
| Мушки  | 0                         | 1                             | 0                                    | 0                    | 3                             |
| Женски | 0                         | 0                             | 0                                    | 0                    | 0                             |
| УКУПНО | 0                         | 1                             | 0                                    | 0                    | 3                             |
| Пол    | Финансијско посредовање   | Некретнине                    | Државна управа и одбрана             | Образовање           | Здравствени и социјални рад   |
| Мушки  | 0                         | 1                             | 8                                    | 2                    | 2                             |
| Женски | 0                         | 0                             | 0                                    | 4                    | 0                             |
| УКУПНО | 0                         | 1                             | 8                                    | 6                    | 2                             |
| Пол    | Остале услужне активности | Приватна домаћинства          | Екстериторијалне организације и тела | Непознато            | Непознато                     |
| Мушки  | 2                         | 0                             | 0                                    | 1                    | 1                             |
| Женски | 0                         | 0                             | 0                                    | 0                    | 0                             |
| УКУПНО | 2                         | 0                             | 0                                    | 1                    | 1                             |